# 石打ち

公共投石が司法または超法規的な処罰である国を示す地図

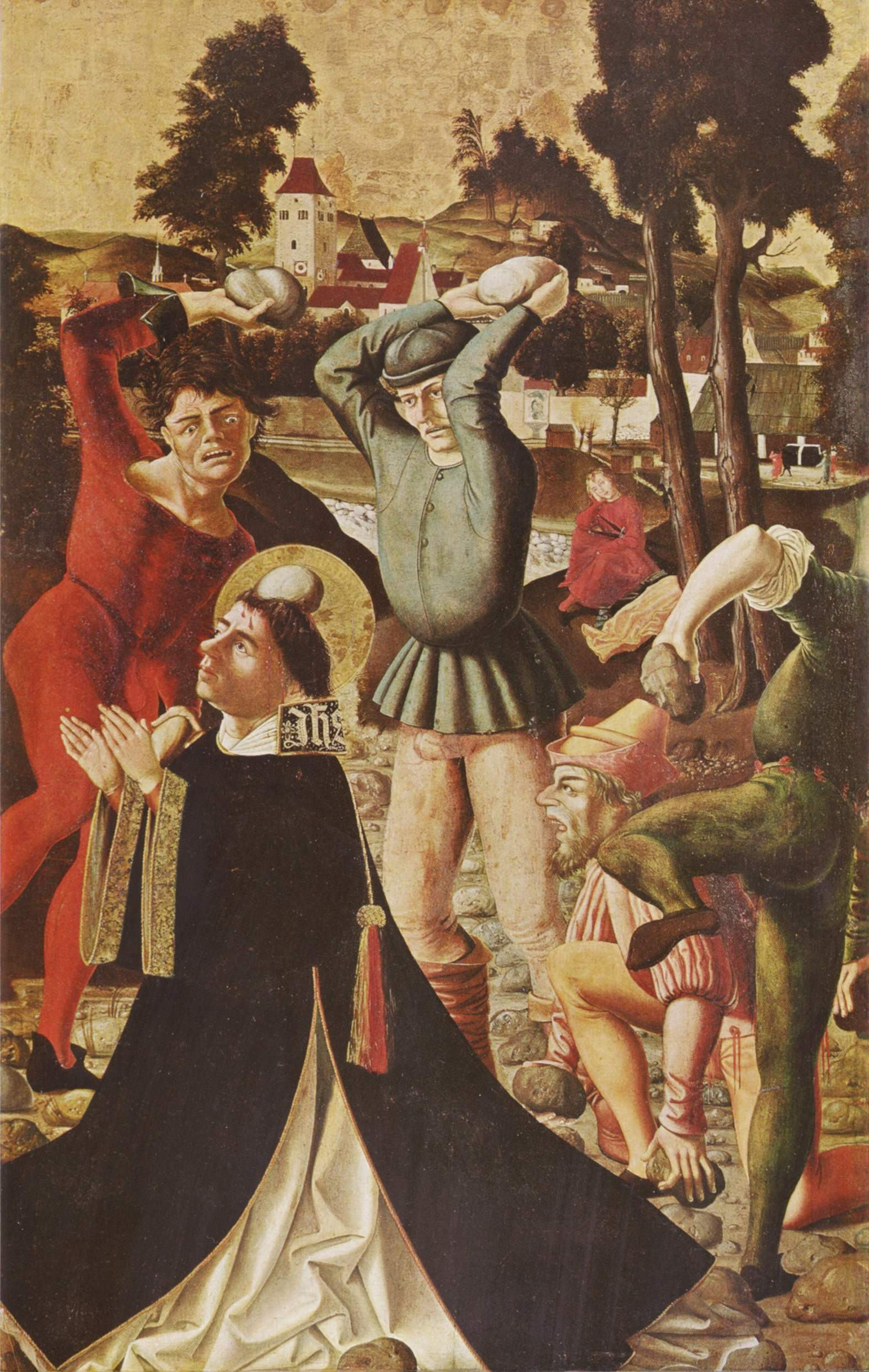
石打ちの刑に処されるステファノ

石打ち（いしうち）とは古代からつたわる処刑方法の一つである。石撃ちと表記することもある。

## 概要
下半身を生き埋めにして、身動きが取れない状態の罪人に対し、大勢の者が投石を行い死に至らしめる処刑法。処刑の中でも最も苦痛が多いとされる。罪人が即死しないよう、握り拳程度の大きさの石打ち用の特別な石を山盛りに準備しておく。古代のオリエント世界においては一般的な処刑方法であったが、残酷であるとして現在ではほとんど行われていない。しかし、イランや北部アフリカなどのイスラム教国では未だにこの処刑方法を採用している地域も存在し、人権擁護団体などによる批判の対象ともなっている。
なお、中世の日本で春日大社の鹿を殺した者に執行されていた石子詰めは、罪人を大量の小石と共に生き埋めにする処刑法であり、石打ちとは異なる。

## 古代の石打ち

### 聖書にみられる例
石打ちに値する大罪として「レビ記」20章にあげられているのはおおむね以下の通りである。
- モレクに自分の子供をささげる者
- 霊媒や予言をおこなう者、また、彼らに相談する者
- 自分の父母の上に災いをよびもとめる者
- 姦淫、同性愛、獣姦など、『倒錯した』性行為をおこなう者

申命記22章の規定で、処女でない娘、女と寝るように男と寝る男性、婚約者のいる処女や既婚女性と姦淫した男性は、石打による死刑である。
他にも、安息日をまもらなかった者や、偽証をおこなった者など、およそモーセの十戒に挙げられている命令を無視した場合には死罪が適用された様である（「民数記」15:32-36、「申命記」19:15-21）。
旧約聖書のヨシュア記では、裏切り行為を行いアイ攻略の失敗の原因となったアカンに対しヨシュアは「なぜあなたはわれわれを悩ましたのか。主は、きょう、あなたを悩まされるであろう」と述べて、すべてのイスラエル人でアカンを家族もろとも石で撃ち殺した上に火で焼いたと記述されている。
新約聖書の記述においては殉教者ステファノが石打ちによって死亡した唯一の例である。パウロも石打ちにあったものの、何とかいきのびている。他に、イエス・キリストも石打ちにされそうになったことを「ヨハネによる福音書」のみがつたえている。これは無罪であると多くの場合見なされる者に、石打が行われた例である。また、律法学者らがキリストのところに姦淫した女性を連れてきて石打ち刑による処刑の是非を聞いたところ、「あなた方のうちで罪のない者が最初に石を投げなさい」と答えたという記述が「ヨハネによる福音書」第8章にある。
律法の司法を司法律法と呼び、イスラエル時代に適用されるとする神学があり、キリスト教国においてもこの通りの死刑が行われた例は多くないが、グレッグ・バーンセンの『現代に生きるための旧約律法』は、神が定められた刑罰は重すぎもせず、軽すぎもしないため、石打刑も含めて妥当であるとしている。キリスト教再建主義では、石打刑を含めた司法律法の復活が主張されている。

## イスラーム法
イスラーム法で石打ち刑をラジム（アラビア語: رجم）とよんでいる。
現在でもおこなわれている国として、パキスタン、アフガニスタン、イラン、ソマリア、ナイジェリアなどがある。主にジナの罪（通姦、不倫）を犯した者に科せられる。ただし、クルアーンにはジナの罪に石打ち刑をおこなうという明確な記述はなく、ハディースの記述によっている。
「クルアーン」には石打ちについてかかれた以下の6節がある。
第11章91節
かれらはいった。「シュアイブよ、あなたのいうことをまるで理解できない。またわたしたちは、本当にあなたは頼りにならないとおもう。あなたの同族（のこと）をかんがえなかったならば、わたしたちはきっとあなたを石打ちにしたであろう。あなたはわたしたちの間では無力なのである。」
第18章20節
もしかれらが、あなたがたのことをしることになれば，必ず石撃ちにするか，あなたがたをかれらの教えにもどらせよう。そうなったらあなたがたは永久にさかえないであろう。」
第19章46節
かれ（父）はいった。「イブラーヒームよ、あなたはわたしたちの神々を拒否するのか。もしそれをやめないなら、必ずあなたを石打ちにするであろう。さあ永久にわたしからはなれされ。」
第26章116節
かれらはいった。「あなたがやめないなら、ヌーフよ、必ず石打ちにされるでしょう。」
第36章18節
かれらはいった。「わたしたちにとってあなたがたはたしかな凶兆です。もしやめないならば、あなたがたを必ず石打ちの刑にしましょう。ひどいめにあわせてやりますぞ。」
第44章20節
あなたがたがわたしを石打ちにするなら、わたしそしてあなたがたの主でもある御方に，救いをもとめます。